# گری کلارک جونیور
گری کلارک جونیور (انگلیسی: Gary Clark Jr.؛ زادهٔ ۱۵ فوریهٔ ۱۹۸۴) بازیگر، خواننده و نوازنده گیتار اهل ایالات متحده آمریکا است. وی از سال ۱۹۹۶ میلادی تاکنون مشغول فعالیت بوده‌است.
از فیلم‌ها یا برنامه‌های تلویزیونی که وی در آن نقش داشته‌است می‌توان به آشپز اشاره کرد.